# Morrie Markoff
Morrie Markoff (Nueva York, 11 de enero de 1914-Los Ángeles, 3 de junio de 2024)fue un bloguero, escritor, artista y supercentenario estadounidense. Fue el hombre vivo más longevo verificado en los Estados Unidos y el bloguero activo más longevo del mundo.

## Biografía
Markoff nació el 11 de enero de 1914, uno de cuatro hermanos, en una familia judía en un tenement en la ciudad de Nueva York, y creció en East Harlem. La familia fue golpeada por la pandemia de gripe española en 1918; su hermano mayor murió de la enfermedad, pero él sobrevivió. Se formó como maquinista bajo la guía de su padre, aunque trabajaría en varios empleos durante la Gran Depresión antes de dedicarse a reparar y vender aspiradoras.
Markoff conoció a su futura esposa, Betty Goldmintz (1916-2019), a principios de 1938 durante la fiesta de boda de un amigo mutuo en el Bronx, y se casaron en Los Ángeles el 4 de noviembre de 1938. Tuvieron dos hijos: Judith Hansen y Steven. Hizo municiones durante la Segunda Guerra Mundial y más tarde dirigió una empresa de aire acondicionado y electrodomésticos. Fue miembro del Partido Comunista de los Estados Unidos y participó regularmente en protestas. Los Markoff viajaron a Moscú y Leningrado a principios de la década de 1950, ya que Morrie tenía curiosidad por visitar la Unión Soviética, pero se desilusionó con el socialismo soviético después de un mes.
Como pasatiempo, Markoff se dedicó al arte, principalmente a la escultura. Estas obras de arte estaban inspiradas en personas y lugares que experimentó a lo largo de su vida.
En 2014, muchas de estas esculturas, junto con pinturas y fotografías de Markoff, se exhibieron en la Red Pipe Gallery en Chinatown, Los Ángeles para conmemorar su 100 cumpleaños. Tenía cinco nietos y dos bisnietos en abril de 2017. Su esposa, Betty Goldmintz, murió el 21 de septiembre de 2019, a los 103 años, después de ocho décadas de matrimonio.
Markoff murió en Los Ángeles, California, el 3 de junio de 2024, a la edad de 110 años y 144 días. Había sufrido dos derrames cerebrales, según su hija. Su cerebro será donado al Brain Donor Project para la investigación médica.